# بخش مرکزی شهرستان سوادکوه شمالی
بخش مرکزی شهرستان سوادکوه شمالی یکی از بخش‌های شهرستان سوادکوه شمالی در استان مازندران ایران است.

## جمعیت
براساس سرشماری مرکز آمار ایران در سال ۱۳۹۵، جمعیت بخش مرکزی شهرستان سوادکوه شمالی ۱۷۸۱۸ نفر بوده‌است.

## تقسیمات کشوری
بخش مرکزی شهرستان سوادکوه شمالی از دو دهستان تشکیل شده‌است:
- دهستان شرق و غرب شیرگاه
- دهستان لفور